# Santiago (playa)
La playa Santiago o Santixo está situada al este de la desembocadura de la ría del Urola, en los municipios guipuzcoanos de Guetaria y Zumaya, País Vasco (España).